# Mateusz Polski
Mateusz Tomasz Polski (* 5. Februar 1993 in Białogard) ist ein polnischer Boxer im Halbweltergewicht. Er ist 1,67 m groß und Linksausleger.

## Erfolge
Polski wurde 2012 polnischer U23-Meister, erreichte beim Feliks Stamm Tournament den zweiten Platz, schied bei der europäischen Olympiaqualifikation gegen Răzvan Andreiana und bei den U22-Europameisterschaften gegen Artur Bril aus. 
2013 wurde er polnischer Meister, gewann Bronze beim Feliks Stamm Tournament und nahm an den Europameisterschaften in Minsk teil, wo er im zweiten Kampf gegen Miklós Varga unterlag.
2014 und 2015 wurde er jeweils polnischer Vizemeister und U23-Meister. Bei den Europaspielen 2015 in Baku gewann er eine Bronzemedaille, nachdem er im Halbfinale gegen Sofiane Oumiha ausgeschieden war. Im Viertelfinale hatte er Wasgen Safarjanz besiegt. Zudem gewann er jeweils die Silbermedaille beim Chemiepokal und dem Feliks Stamm Tournament, wobei ihm auch ein Sieg gegen Luke McCormack gelang.
2016 wurde er wieder polnischer U23-Meister und gewann Bronze beim Grand Prix Usti, wobei er Domenico Valentino besiegen konnte. 2017 wurde er polnischer Meister, gewann Bronze beim Feliks Stamm Tournament, schlug in einem Länderkampf den Deutschen Kastriot Sopa und nahm an den Europameisterschaften in Charkiw teil. Dort besiegte er Wladislaw Baryshnik und Collazo Sotomayor, ehe er im Halbfinale mit einer Bronzemedaille gegen Howhannes Batschkow ausschied. Er war somit für die Weltmeisterschaften 2017 in Hamburg qualifiziert, wo er im ersten Kampf gegen John Gutierrez unterlag.
2019 wurde er polnischer Vizemeister und erreichte den zweiten Platz beim Feliks Stamm Tournament. 2020 gewann er Bronze und 2021 Silber bei den polnischen Meisterschaften.